# Watongia
Watongia — вимерлий рід синапсидів, які не належать до ссавців, із середньої пермі в Оклахомі. Лише один вид був описаний, Watongia meieri, з формації Чикаша. Олсон відніс його до родини Gorgonopsidae, а Керроллом — до Eotitanosuchia. Рейс і його колеги віднесли рід до Varanopidae.
Виходячи з порівняння з іншими синапсидами, довжина Watongia була приблизно від 2 до 2.5 метрів, що робить його найбільшим із родини Varanopidae.